# Caserne Letourneux
La caserne Letourneux, appelée aussi caserne no. 1 (de Maisonneuve) est un édifice historique de la ville de Montréal construit en 1915. Elle héberge depuis 2015 le centre d'entrainement de l'Impact de Montréal, club de soccer professionnel évoluant en MLS.
Cette ancienne caserne de pompier se trouve au 411, avenue Letourneux à Montréal. 

## Architecture
La caserne, construite en 1914 et 1915 pour la ville de Maisonneuve par l'architecte Wilfrid L Vandal et Marius Dufresne, est très inhabituelle de par son style.  Sous l'influence des œuvres de Frank Lloyd Wright (notamment le Unity Temple), Dufresne a dessiné cette caserne de pompier sur l'horizontale, en pierre, avec pilastres et colonnes. On remarque la tour qui servait au séchage des tuyaux d'incendie.

## Historique
Cette caserne de pompiers est érigée sur le terrain de l'ancien hôtel-de-ville de Maisonneuve. Elle est inaugurée officiellement le 21 octobre 1915 en tant que caserne no 1 de la ville. Lors de l'annexion de la ville de Maisonneuve à la Ville de Montréal en 1918, la caserne prit le numéro 44 et demeura en opération jusqu'en 1961. 
De 1961 a 1982, la caserne hébergeait le poste de police no:6 du SPCUM, Service de police de la Communauté urbaine de Montréal.
À l'époque, la rue Notre-Dame était une rue de service au même titre qu'Ontario et Sainte-Catherine.  En 1970, Montréal décide d'agrandir la rue Notre-Dame et l'édifice est menacé.  Aujourd'hui citée parmi les édifices à valeur patrimoniale, la caserne no.1 est toujours intacte.

## Usage
L'édifice a abrité à partir de mai 2003 le Théâtre Sans-Fil,.
Elle a accueilli entre l'automne 2008 et l'automne 2010 la billetterie et la salle Fred-Barry du Théâtre Denise-Pelletier.
À partir de septembre 2011, elle accueille la compagnie Samajam une entreprise qui a pour mission de remobiliser le Québec à travers ses services d'interventions en entreprises, spectacles participatifs, conférences, services événementiels, interventions scolaires, son école de percussions et son projet de persévérance scolaire.
Héritage Montréal place la caserne sur la liste des édifices menacées. 

## Centre d'entrainement de soccer
Le 5 septembre 2014, l'Impact de Montréal annonce avoir acheté la caserne Letourneux et le terrain adjacent dans le Parc Champêtre pour y aménager son nouveau centre d'entraînement. Le club de MLS investit 10 millions de dollars dans ce projet pour inaugurer en 2015 un centre d'entrainement comptant quatre terrains (deux en gazon naturel et deux dotés d'une surface synthétique) où s'entrainera l'équipe professionnelle ainsi que les équipes de l'Académie.
Début mai 2015, l'équipe première de l'Impact tient son tout premier entrainement à la Caserne Letourneux alors que les travaux sont toujours en cours. En juillet, ce sont les prestigieux Chelsea FC qui choisit la Caserne comme camp de base pour entamer sa tournée aux États-Unis.
Le chantier de la rénovation de la caserne prend du retard en raison de problèmes majeurs de corrosion des structures d’acier de la tour du bâtiment. En février 2016, les travaux de restauration de l’immeuble sont réévalués à 2,4 M$ et le coût total du centre d'entraînement à 16 M$.
Le centre d'entrainement est officiellement inauguré pour la saison 2016 et est baptisé Centre Nutrilait. En juillet, le Real Madrid, vainqueur de la ligue des champions de l'UEFA, choisit la Caserne Letourneux comme camp de base pour sa préparation de la saison.